# Египетский блок
Египетский блок (араб. الكتلة المصرية‎) — коалиция политических партий Египта, преимущественно придерживающихся левых, социал-демократических и либеральных взглядов. Возникла в 2011 году с целью отстаивания светского характера государства в противовес позициям исламистов и салафитов.

## История
Изначально 15 партий заявили, что разделяют общее видение Египта как «гражданского демократического государства» и опасаются, что в случае победы исламистов на выборах Конституция может быть изменена в соответствии с шариатом. О создании коалиции было публично объявлено 15 августа 2011 года в Каире. В состав блока вошёл также ряд старых членов Новой партии Вафд, хотя она сама участвовала в выборах с Партии свободы и справедливости. Социалистический народный блок, недовольный вхождением в Египетский блок представителей старого режима, в октябре 2011 года покинул его ряды и сформировал новый альянс леволиберальных, социалистических и прогрессивно-мусульманских сил «Революция продолжается». Примеру СНБ последовала и Социалистическая партия Египта. К концу ноября в составе коалиции остались лишь Свободные египтяне, Египетская социал-демократическая партия и Тагамму.
На парламентских выборах 2011—2012 годов у Египетского блока было 2,402 млн (8,9%) голосов из 27 млн, что обеспечило 34 депутатских места (6,8%) из 332. Таким образом, он сформировал четвёртую по размерам фракцию в парламенте. После выборов 2011/2012 годов из состава Блока вышла и Египетская социал-демократическая партия, критиковавшая остальных партнёров за то, что тех более занимало разделение по линии светских/исламистских сил, чем между революционными силами и остатками свергнутого мубараковского режима. В сентябре 2012 года партия Тагамму перешла в Революционно-демократическую коалицию. В итоге, все бывшие составляющие Блока оказались в других объединениях.

## Участники
- Египетская социал-демократическая партия — 16 мест на парламентских выборах 2011—2012
- Свободные египтяне — 15 мест
- Национальная прогрессивная союзная партия (Тагамму) — 3 места

### Бывшие участники
- Египетская коммунистическая партия
- Партия демократического фронта
- Партия свободы Египта
- Партия сознательности
- Социалистическая партия Египта
- Социалистический народный блок
- Суфийская партия освобождения